# Johann Adamik

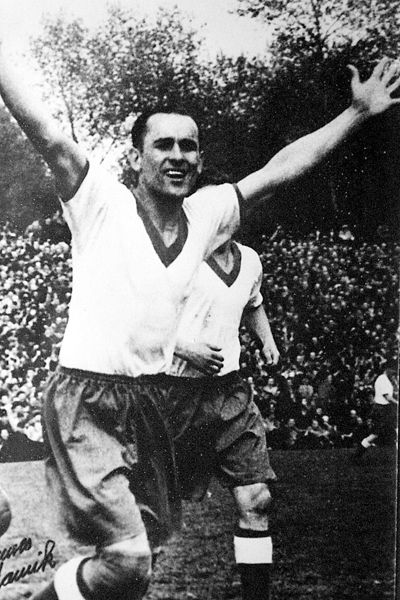
Johann Adamik in den 1950er Jahren

Johann „Hännes“ Adamik (* 16. Juli 1925 in Sodingen (jetzt Herne); † 24. März 2005 ebenda) war ein deutscher Fußballspieler.

## Leben
„Hännes“ Adamik spielte zeit seines Lebens nur für einen einzigen Verein, den SV Sodingen, zu dem er bereits im Alter von zehn Jahren stieß. Mit 16 debütierte der Halbstürmer in dessen erster Elf, und es folgten insgesamt rund 650 Einsätze für diesen Arbeiterverein, dessen Spieler in den 1940er und 1950er Jahren fast vollständig bei der örtlichen Zeche Mont Cenis arbeiteten und der sein Stadion Glück-Auf auf dem Zechengelände errichtet hatte. Adamik selber arbeitete als sog. Anschläger direkt im Kohleabbau unter Tage.
Von 1948 bis 1950 Spielertrainer in Sodingen, stieg der „Schwatte“, wie Adamik auch genannt wurde, 1950 mit seinen Grün-Weißen in die 2. Liga, 1952 weiter in die Oberliga West auf. Mit dieser „Knappenelf“, über die Sepp Herberger wegen ihres kompromisslosen Kick-and-Rush-Stils und dem unbedingten Einsatzwillen aller Akteure sagte, sie sei „die einzige deutsche Elf, die englisch spielt“, gelang Johann Adamik 1954/55 der zweite Platz in der Oberliga und die anschließende Teilnahme an der Endrunde um die deutsche Meisterschaft. Auch hier stand er sowohl im Qualifikationsspiel gegen den SSV Reutlingen als auch in den sechs Gruppenspielen (gegen den 1. FC Kaiserslautern, den Hamburger SV und den BFC Viktoria 1889) auf dem Rasen, wobei ihm mit dem 1:0 per Fallrückzieher beim 5:1 über Berlin auch ein besonders spektakulärer Treffer gelang.
Höhepunkt war die Begegnung gegen die mit all ihren „Berner Weltmeistern“ antretenden Lauterer am 22. Mai 1955; wegen des erwarteten Besucheransturms war das Heimspiel in die Schalker Glückauf-Kampfbahn verlegt worden, wo es schon Stunden vor Spielbeginn zu chaotischen Zuständen kam, weil etwa 80.000 Menschen in das nur 40.000 Plätze bietende Stadion drängten. Bei Anpfiff hatten etwa 55.000 von ihnen Einlass gefunden, die – obwohl die Partie mehrfach unterbrochen werden musste, weil die Zuschauermassen meterweit auf dem Spielfeld standen – ein hochdramatisches Spiel mit einem für Adamiks Mannen eher unglücklichen Ausgang (2:2) sahen. Am Ende reichte es zwar nicht zum Einzug in das Endspiel, aber Sodingen wurde mit 7:5 Punkten hinter dem 1. FCK (9:3) und dem HSV (8:4) achtbarer Gruppendritter und der Name des Vorortvereins war weit über das Ruhrgebiet hinaus ein Begriff geworden.
In der Folgezeit kam es in Herne zu einem Wachwechsel: die „bürgerliche“ Westfalia lief dem Arbeiterverein den Rang ab und wurde 1959 sogar Westmeister. Im selben Jahr musste der SV Sodingen den Gang in die 2. Liga antreten, aber ein Vereinswechsel kam für „Hännes“ nicht in Frage; stattdessen trug er dazu bei, dass der Verein nach nur einem Jahr in die Bel Etage des westdeutschen Fußballs zurückkehrte. Erst 1962, mit fast 37 Jahren, beendete Johannes Adamik seine Karriere, aber er lebte danach noch 43 Jahre in Sodingen. Insgesamt hat er es auf 207 Oberligaspiele gebracht und darin 24 Tore erzielt. Im Verlauf der Saison 1962/63 sprang er auch erneut als Trainer der Ligaelf ein.
Obwohl er, anders als seine Mitspieler Günter Sawitzki, Gerhard Harpers, Josef Marx, Leo Konopczynski und Hans Cieslarczyk, nie das Trikot mit dem Bundesadler tragen durfte, galt er den Anhängern des Vereins – und damit praktisch „ganz Sodingen“ – als Personifizierung des SVS. Baroth und Knieriem/Grüne (Lit.) schildern die Anekdote, wonach sich der Gemeindepfarrer eines Sonntags von der Kanzel über „das heidnische Volk“ beklagte, „das nie von Gott, sondern immer nur von Adamik redet“.
Im September 2012 wurde in Herne eine Straße in Hännes-Adamik-Straße umbenannt.